# Xénodicé
Dans la mythologie grecque, Xénodicé (en grec ancien Ξενοδίκη / Xenodíkê) est la fille de Minos et de Pasiphaé. Elle est donc la sœur d'Ariane, Phèdre, Deucalion, Androgée, Glaucos, Catrée et Acacallis.

## Source
- Pseudo-Apollodore, Bibliothèque [détail des éditions] [lire en ligne] (III, 3, 1).